# Ancona Calcio 1989-1990
Questa pagina raccoglie le informazioni riguardanti l'Ancona Calcio nelle competizioni ufficiali della stagione 1989-1990.

## Stagione
Nella stagione 1989-1990 l'Ancona disputa il campionato cadetto, vi raccoglie 43 punti ottenendo la quinta posizione, la prima delle non promosse. La squadra biancorossa per questa stagione è affidata al tecnico Vincenzo Guerini e sfrutta la vena realizzativa del giovane Massimo Ciocci di scuola Inter ma arrivato dal Padova, che segna 18 reti. La stagione dell'Ancona si è sviluppata per quasi tutto il torneo, nella zona medio alta della classifica, senza trovare il giusto ritmo, per un efficace inserimento nella lotta al vertice. Nella Coppa Italia ritornata alle eliminazioni dirette, la squadra marchigiana viene eliminata nel primo turno, perdendo (2-0) al Flaminio contro la Lazio.

## Rosa

Il neoacquisto Andrea Messersì in azione

| N. |                   | Ruolo | Calciatore           |
| -- | ----------------- | ----- | -------------------- |
|    | Italia (bandiera) | C     | Stefano Bonometti    |
|    | Italia (bandiera) | C     | Andrea Tentoni       |
|    | Italia (bandiera) | P     | Graziano Piagnerelli |
|    | Italia (bandiera) | D     | Alessandro Chiodini  |
|    | Italia (bandiera) | A     | Massimo Ciocci       |
|    | Italia (bandiera) | C     | Gianluca De Angelis  |
|    | Italia (bandiera) | C     | Doriano De Iuliis    |
|    | Italia (bandiera) | A     | Giuseppe De Martino  |
|    | Italia (bandiera) | D     | Giovanni Deogratias  |
|    | Italia (bandiera) | C     | Antonio Di Carlo     |
|    | Italia (bandiera) | C     | Dario Donà           |

| N. |                   | Ruolo | Calciatore         |
| -- | ----------------- | ----- | ------------------ |
|    | Italia (bandiera) | C     | Franco Ermini      |
|    | Italia (bandiera) | D     | Stefano Fontana    |
|    | Italia (bandiera) | C     | Massimo Gadda      |
|    | Italia (bandiera) | D     | Marco Masi         |
|    | Italia (bandiera) | C     | Andrea Messersì    |
|    | Italia (bandiera) | C     | Giuseppe Minaudo   |
|    | Italia (bandiera) | C     | Massimo Pellegrini |
|    | Italia (bandiera) | P     | Antonio Vettore    |
|    | Italia (bandiera) | D     | Maurizio Vincioni  |
|    | Italia (bandiera) | C     | Davide Zannoni     |

## Risultati

### Serie B

#### Girone di andata
| Ancona 27 agosto 1989 1ª giornata | Ancona          | 0 – 0 | Brescia | Stadio Dorico\| Arbitro: \| Boggi (Salerno) \| |
| Arbitro:                          | Boggi (Salerno) |       |         |                                                |

| Arbitro: | Piana (Modena) |

|                               |           |            |
| Skoro 1’, 88’ Muller 41’, 78’ | Marcatori | 77’ Ciocci |

| Arbitro: | Fucci (Salerno) |

|                                        |           |              |
| De Martino 6’ Bonometti 82’ Ciocci 90’ | Marcatori | 51’ Fioretti |

| Arbitro: | Merlino (Torre del Greco) |

|           |           |            |
| Pizzi 80’ | Marcatori | 44’ Ermini |

| Arbitro: | Boemo (Cervignano del Friuli) |

|                                                      |           |  |
| Zannoni 46’ (rig.) Ciocci 57’, 63’, 66’ De Julis 89’ | Marcatori |  |

| Arbitro: | Boggi (Salerno) |

|            |           |  |
| Minuti 72’ | Marcatori |  |

| Avellino 8 ottobre 1989 7ª giornata | Avellino           | 0 – 0 | Ancona | Stadio Partenio\| Arbitro: \| Fabricatore (Roma) \| |
| Arbitro:                            | Fabricatore (Roma) |       |        |                                                     |

| Arbitro: | Lombardi (La Spezia) |

|              |           |             |
| Messersì 30’ | Marcatori | 15’ Marulla |

| Arbitro: | Cardona (Milano) |

|                     |           |                         |
| Galderisi 6’ (rig.) | Marcatori | 31’ Masi 51’ De Martino |

| Arbitro: | Dal Forno (Ivrea) |

|                     |           |            |
| De Trizio 6’ (aut.) | Marcatori | 13’ Traini |

| Arbitro: | Fabricatore (Roma) |

|                   |           |           |
| Dianda 30’ (aut.) | Marcatori | 11’ Bosco |

| Arbitro: | Bruni (Arezzo) |

|             |           |              |
| Silenzi 34’ | Marcatori | 56’ Messersì |

| Ancona 19 novembre 1989 13ª giornata | Ancona          | 0 – 0 | Catanzaro | Stadio Dorico\| Arbitro: \| Fucci (Salerno) \| |
| Arbitro:                             | Fucci (Salerno) |       |           |                                                |

| Arbitro: | Piana (Modena) |

|            |           |                             |
| Cerone 68’ | Marcatori | 5’ Messersì 10’, 48’ Ciocci |

| Arbitro: | Bizzarri (Ferrara) |

|  |           |              |
|  | Marcatori | 17’ Consonni |

| Cagliari 10 dicembre 1989 16ª giornata | Cagliari            | 0 – 0 | Ancona | Stadio Sant'Elia\| Arbitro: \| Bailo (Novi Ligure) \| |
| Arbitro:                               | Bailo (Novi Ligure) |       |        |                                                       |

| Arbitro: | Frigerio (Milano) |

|           |           |            |
| Forte 40’ | Marcatori | 67’ Ermini |

| Ancona 30 dicembre 1989 18ª giornata | Ancona            | 0 – 0 | Reggina | Stadio Dorico\| Arbitro: \| Beschin (Legnago) \| |
| Arbitro:                             | Beschin (Legnago) |       |         |                                                  |

| Arbitro: | Boggi (Salerno) |

|  |           |                                  |
|  | Marcatori | 21’ Messersì 69’ (aut.) Savorani |

#### Girone di ritorno
| Arbitro: | Cafaro (Grosseto) |

|                        |           |                               |
| Corini 70’, 82’ (rig.) | Marcatori | 31’, 49’ Ciocci 42’ Bonometti |

| Arbitro: | Fabricatore (Roma) |

|  |           |              |
|  | Marcatori | 32’ E. Rossi |

| Arbitro: | Bizzarri (Ferrara) |

|             |           |              |
| Marcato 45’ | Marcatori | 50’ Chiodini |

| Arbitro: | Nicchi (Arezzo) |

|             |           |  |
| Fontana 51’ | Marcatori |  |

| Arbitro: | Bailo (Novi Ligure) |

|                                          |           |            |
| Modica 10’ Fontana 65’ (aut.) Protti 72’ | Marcatori | 64’ (aut.) |

| Arbitro: | Lombardi (La Spezia) |

|            |           |  |
| Ermini 18’ | Marcatori |  |

| Arbitro: | Guidi (Bologna) |

|             |           |  |
| Zannoni 57’ | Marcatori |  |

| Arbitro: | Cornieti (Forlì) |

|                                 |           |  |
| Marulla 55’ Chiodini 86’ (aut.) | Marcatori |  |

| Arbitro: | Monni (Sassari) |

|                |           |               |
| Deogratias 18’ | Marcatori | 43’ Benarrivo |

| Pescara 25 marzo 1990 29ª giornata | Pescara                   | 0 – 0 | Ancona | Stadio Adriatico\| Arbitro: \| Merlino (Torre del Greco) \| |
| Arbitro:                           | Merlino (Torre del Greco) |       |        |                                                             |

| Arbitro: | Guidi (Bologna) |

|               |           |  |
| Piovanelli 8’ | Marcatori |  |

| Arbitro: | Dal Forno (Ivrea) |

|              |           |             |
| Chiodini 44’ | Marcatori | 16’ Silenzi |

| Arbitro: | Iori (Parma) |

|                         |           |                                   |
| Lorenzo 34’ Martini 77’ | Marcatori | 13’ (rig.), 77’ Ciocci 84’ Ermini |

| Ancona 29 aprile 1990 33ª giornata | Ancona              | 0 – 0 | Triestina | Stadio Dorico\| Arbitro: \| Scaramuzza (Mestre) \| |
| Arbitro:                           | Scaramuzza (Mestre) |       |           |                                                    |

| Arbitro: | Guidi (Bologna) |

|          |           |                               |
| Bivi 55’ | Marcatori | 57’ Bonometti 67’, 81’ Ciocci |

| Arbitro: | Beschin (Legnago) |

|                |           |                |
| De Martino 28’ | Marcatori | 48’ Cornacchia |

| Arbitro: | Nicchi (Arezzo) |

|            |           |                                       |
| Ciocci 39’ | Marcatori | 49’ (aut.) Gadda 58’ Meluso 77’ Forte |

| Arbitro: | Frigerio (Milano) |

|  |           |                        |
|  | Marcatori | 48’ (rig.), 54’ Ciocci |

| Arbitro: | Cardona (Milano) |

|                                    |           |  |
| De Martino 4’, 58’ Ciocci 32’, 81’ | Marcatori |  |

### Coppa Italia

#### Fase eliminatoria
| Arbitro: | Guidi (Bologna) |

|                                  |           |  |
| Chiodini 12’ (aut.) Di Canio 41’ | Marcatori |  |

## Statistiche

### Statistiche di squadra
| Competizione | Punti | In casa | In casa | In casa | In casa | In casa | In casa | In trasferta | In trasferta | In trasferta | In trasferta | In trasferta | In trasferta | Totale | Totale | Totale | Totale | Totale | Totale | DR  |
| Competizione | Punti | G       | V       | N       | P       | Gf      | Gs      | G            | V            | N            | P            | Gf           | Gs           | G      | V      | N      | P      | Gf     | Gs     | DR  |
| ------------ | ----- | ------- | ------- | ------- | ------- | ------- | ------- | ------------ | ------------ | ------------ | ------------ | ------------ | ------------ | ------ | ------ | ------ | ------ | ------ | ------ | --- |
| Serie B      | 43    | 19      | 6       | 10      | 3       | 22      | 12      | 19           | 7            | 7            | 5            | 24           | 22           | 38     | 13     | 17     | 8      | 46     | 34     | +12 |
| Coppa Italia |       | -       | -       | -       | -       | -       | -       | 1            | 0            | 0            | 1            | 0            | 2            | 1      | 0      | 0      | 1      | 0      | 2      | -2  |
| Totale       |       | 19      | 6       | 10      | 3       | 22      | 12      | 20           | 7            | 7            | 6            | 24           | 24           | 39     | 13     | 17     | 9      | 46     | 36     | +10 |

### Statistiche dei giocatori
| Giocatore     | Serie B  | Serie B | Serie B     | Serie B    | Coppa Italia | Coppa Italia | Coppa Italia | Coppa Italia | Totale   | Totale | Totale      | Totale     |
| Giocatore     | Presenze | Reti    | Ammonizioni | Espulsioni | Presenze     | Reti         | Ammonizioni  | Espulsioni   | Presenze | Reti   | Ammonizioni | Espulsioni |
| ------------- | -------- | ------- | ----------- | ---------- | ------------ | ------------ | ------------ | ------------ | -------- | ------ | ----------- | ---------- |
| S. Bonometti  | 30       | 3       | ?           | ?          | ?            | ?            | ?            | ?            | 30+      | 3+     | ?           | ?          |
| S. Brinoni    | 1        | 0       | ?           | ?          | ?            | ?            | ?            | ?            | 1+       | 0+     | ?           | ?          |
| A. Chiodini   | 29       | 2       | ?           | ?          | ?            | ?            | ?            | ?            | 29+      | 2+     | ?           | ?          |
| M. Ciocci     | 33       | 18      | ?           | ?          | ?            | ?            | ?            | ?            | 33+      | 18+    | ?           | ?          |
| G. De Angelis | 4        | 0       | ?           | ?          | ?            | ?            | ?            | ?            | 4+       | 0+     | ?           | ?          |
| D. De Iuliis  | 5        | 1       | ?           | ?          | ?            | ?            | ?            | ?            | 5+       | 1+     | ?           | ?          |
| G. De Martino | 28       | 5       | ?           | ?          | ?            | ?            | ?            | ?            | 28+      | 5+     | ?           | ?          |
| G. Deogratias | 24       | 1       | ?           | ?          | ?            | ?            | ?            | ?            | 24+      | 1+     | ?           | ?          |
| A. Di Carlo   | 24       | 0       | ?           | ?          | ?            | ?            | ?            | ?            | 24+      | 0+     | ?           | ?          |
| D. Donà       | 15       | 0       | ?           | ?          | ?            | ?            | ?            | ?            | 15+      | 0+     | ?           | ?          |
| F. Ermini     | 35       | 4       | ?           | ?          | ?            | ?            | ?            | ?            | 35+      | 4+     | ?           | ?          |
| S. Fontana    | 32       | 1       | ?           | ?          | ?            | ?            | ?            | ?            | 32+      | 1+     | ?           | ?          |
| M. Gadda      | 34       | 0       | ?           | ?          | ?            | ?            | ?            | ?            | 34+      | 0+     | ?           | ?          |
| M. Masi       | 21       | 1       | ?           | ?          | ?            | ?            | ?            | ?            | 21+      | 1+     | ?           | ?          |
| A. Messersì   | 36       | 4       | ?           | ?          | ?            | ?            | ?            | ?            | 36+      | 4+     | ?           | ?          |
| G. Minaudo    | 25       | 0       | ?           | ?          | ?            | ?            | ?            | ?            | 25+      | 0+     | ?           | ?          |
| M. Pellegrini | 6        | 0       | ?           | ?          | ?            | ?            | ?            | ?            | 6+       | 0+     | ?           | ?          |
| A. Vettore    | 38       | -34     | ?           | ?          | ?            | ?            | ?            | ?            | 38+      | -34+   | ?           | ?          |
| M. Vincioni   | 36       | 0       | ?           | ?          | ?            | ?            | ?            | ?            | 36+      | 0+     | ?           | ?          |
| D. Zannoni    | 24       | 2       | ?           | ?          | ?            | ?            | ?            | ?            | 24+      | 2+     | ?           | ?          |